# Frank Harper
Pour les articles homonymes, voir Harper.
Frank Harper, né à Londres le 12 décembre 1962, est un acteur anglais.

## Filmographie sélective

### Acteur
- 1988 : Pour la gloire (For Queen and Country) : Mickey
- 1993 : Au nom du père (In the Name of the Father) : Ronnie Smalls
- 1997 : 24 heures sur 24 (Twenty Four Seven) : Ronnie Marsh
- 1998 : Arnaques, Crimes et Botanique (Lock, Stock and Two Smoking Barrels) : Dog
- 1999 : A Room for Romeo Brass de Shane Meadows
- 2000 : Coup pour coup (Shiner) de John Irvin : Jeff Stone
- 2001 : The Search for John Gissing : Dexter
- 2002 : Joue-la comme Beckham (Lock, Stock and Two Smoking Barrels) : Alan Paxton
- 2004 : Calcium Kid : Clive Connelly
- 2004 : The Football Factory : Billy Bright
- 2006 : This Is England : Lenny
- 2009 : Collision (mini-série) : Derek
- 2010 : StreetDance 3D : Fred
- 2011 : Carcéral : Dans l'enfer de la taule (Screwed) de Reg Traviss
- 2012 : St George's Day : Micky Mannock
- 2013 : Ripper Street (6 épisodes) : Silas Duggan

### Réalisateur
- 2012 : St George's Day